# Linyphia peruana
Linyphia peruana là một loài nhện trong họ Linyphiidae.
Loài này thuộc chi Linyphia. Linyphia peruana được Eugen von Keyserling miêu tả năm 1886.